# Gaschromatografie

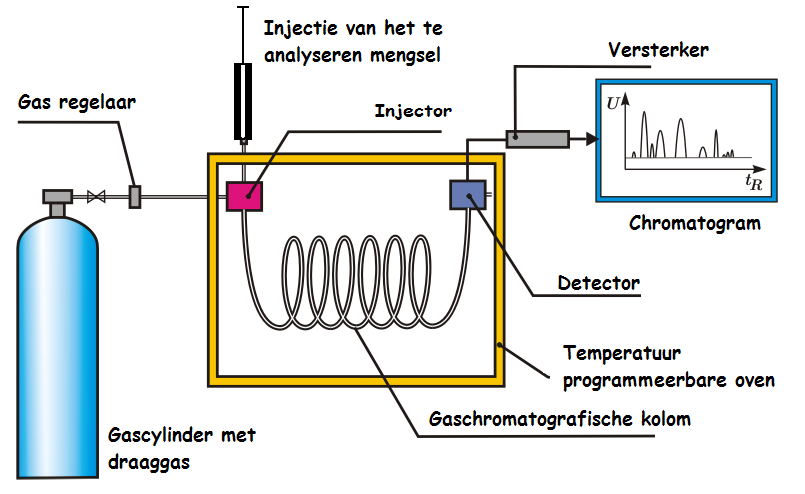
Schematische opbouw van een gaschromatograaf

Gaschromatografie is een vorm van chromatografie waarbij stoffen in gas- of dampfase worden gescheiden op hun selectieve verdeling tussen de stationaire en de mobiele fase, met behulp van een draaggas. Dit is een vorm van adsorptie.

## Principe
Het principe van gaschromatografie berust op een selectieve verdeling van componenten tussen de stationaire en de mobiele fase. De mobiele fase is een draaggas dat langs de stationaire fase stroomt. De te scheiden stoffen die door het draaggas worden meegenomen gaan een interactie aan met de stationaire fase. Deze interactie bestaat uit een 'tijdelijke' binding van het molecuul aan de stationaire fase waardoor deze vertraagd wordt. Omdat ieder molecuul vaak specifiek zijn eigen bindingssterkte heeft oftewel affiniteit voor de stationaire fase, vinden er verschillende vertragingen plaats voor stoffen met verschillende affiniteiten. Daardoor kan men stoffen van elkaar scheiden. De stoffen die vertraagd zijn zullen dus later worden gedetecteerd door de detector. Dit resulteert in gescheiden pieken in het chromatogram.
Een gaschromatograaf is hoofdzakelijk opgebouwd uit:
- Injectiepoort
- Kolom
- Detector
- Autosampler (optioneel)

## Injectie
Het injecteren gebeurt met een speciale injectienaald met een zeer klein volume (delen van microliters).
Een veel gebruikte injector is de split/splitless-injector. Dit is een injector waarmee twee injectiemethoden mogelijk zijn: split en splitless. De laatste methode wordt weinig gebruikt. Bij een splitinjectie wordt een deel van het monster afgesplitst: met de injectienaald wordt het monster via een septum geïnjecteerd in de mobiele fase, waarbij het door verhitting in de injectiepoort snel verdampt en een deel als monsterwolkje met de mobiele fase mee stroomt en het grootste deel wordt afgevoerd. Het monsterwolkje dient als een dunne band mee te worden gevoerd in de mobiele fase. Daarom is het van belang dat het monster zo snel mogelijk verdampt. De temperatuur van de injector moet hiervoor in regel iets hoger zijn dan het kookpunt van de hoogst kokende component in het mengsel. Een te hoge temperatuur kan echter tot thermische afbraak van de componenten leiden. Een te groot injectievolume kan leiden tot een explosieve verdamping waardoor er terugslag ontstaat. Dit is een van de oorzaken van tailing van de pieken.
Andere injectietechnieken en injectoren zijn onder meer de COC-injectie (van cold on column), de PTV-injector (van programmed temperature vaporization) en SPME (van solid-phase microextraction).

## Kolom
Na de injectiepoort stroomt het draaggas met het geïnjecteerde monsterwolkje door naar een in een oven geplaatste kolom. Dit kan een gepakte kolom of een capillaire kolom zijn.
Een gepakte kolom is gevuld met een drager. Dit kan materiaal zijn zoals diatomeeënaarde; op deze drager is dan vaak de stationaire fase aangebracht. Deze kan zeer polair tot sterk apolair zijn en alles daartussenin. Soms bestaat de stationaire fase uit één materiaal, zoals aluminiumoxide of een poreus polymeer. Bij capillaire kolommen zit de stationaire fase uitsluitend op de wand van de kolom.
Wanneer een monsterwolkje door de kolom stroomt, zullen de componenten in het monster zich gaan verdelen tussen de stationaire fase en mobiele fase. Als men een apolaire kolom neemt zullen apolaire componenten meer in de stationaire fase gaan zitten dan in de mobiele fase waardoor ze moeilijker met de mobiele fase mee stromen. Polaire componenten lossen veel moeilijker op in de apolaire stationaire fase en stromen makkelijk verder met het draaggas.
Men kan de kolom op constante temperatuur houden. Maar meestal komen de componenten dan met grote tijdsverschillen van de kolom, en past men  temperatuurprogrammering toe. Hierbij is de kolom geplaatst in een oven die een temperatuurprogramma kan doorlopen om bijvoorbeeld eerst de componenten met een laag kookpunt van de kolom af te halen bij een lage temperatuur. Wanneer de temperatuur stijgt komen de componenten met een hoger kookpunt van de kolom. Hierdoor daalt de benodigde analysetijd enorm.

## Detector
De ideale detector
- Grote gevoeligheid. De gevoeligheid kan niet uitgedrukt worden in een kwantitatieve term. In zijn algemeenheid ligt de gevoeligheid van de huidige detectoren rond de 10−8 tot 10−15 gram monster/s.
- Goede stabiliteit en reproduceerbaarheid
- Een groot lineair bereik voor de monsters.
- Een temperatuurgebied van kamertemperatuur tot op zijn minst 400 °C.
- Een korte responstijd onafhankelijk van de flow.
- Een hoge betrouwbaarheid en gemakkelijk te bedienen in de handen van niet-ervaren gebruikers.
- Vergelijkbaar respons voor alle monsters of anders een hoge voorspelbaarheid van het signaal.
- Niet-destructief ten opzichte van het monster.

In werkelijkheid zal geen enkele detector kunnen voldoen aan deze voorwaarden, waardoor verschillende typen detectoren zijn ontwikkeld. Enkele van deze detectoren zijn:
- Vlamionisatiedetector ofwel een FID. De werking van een FID is als volgt: de kolom wordt geleid naar een smalle lucht-waterstofvlam. De meeste organische stoffen produceren ionen en elektronen bij de pyrolyse van het molecuul door de temperatuur van de vlam. De detectie geschiedt via de stroom, geproduceerd bij het verzamelen van deze ladingen.
- Thermal conductivity detector (TCD). De TCD was een van de eerste detectoren die gebruikt werden bij gaschromatografie. De detector bevat een elektrisch verwarmde bron, waarvan de temperatuur bij een constant vermogen afhangt van de thermische geleidbaarheid van het omringende gas. Het verhitte element kan platina, goud of wolfraam zijn.
- Electron capture detector (ECD). Is veel in gebruik bij milieuonderzoeken, omdat de detector selectief reageert op halogeen-bevattende organische stoffen. De werking van de detector is als volgt: het monster wordt van de kolom geleid naar een radioactieve β-straler, gebruikelijk nikkel-63. Een elektron van de straler zorgt voor ionisatie van het dragergas en de productie van een hoop elektronen. In de afwezigheid van organische stoffen is een constant potentiaal tussen beide elektroden aanwezig. Wanneer er organische moleculen met elektronegatieve functionele groepen aanwezig zijn in de matrix, zal het potentiaal kleiner worden omdat elektronegatieve groepen proberen elektronen te binden.
- Thermoionic detector. De thermo-ionische detector is gevoelig voor stikstof- en fosforhoudende organische verbindingen en wordt daarom veel gebruikt in de detectie van fosforhoudende pesticiden. De thermo-ionische detector is vergelijkbaar in structuur met de FID. Het kolom-effluent wordt gemixt met waterstof, komt langs een ontstekingsmechanisme en wordt verbrand. Het hete gas wordt geleid in een elektronisch verwarmd bed van rubidiumsilicaat, dat bij 180 V overgaat in een plasma.
- Ten slotte is er de massaspectrometer die, al dan niet in combinatie met gaschromatografie (GC-MS), kan gebruikt worden voor de identificatie, kwantificatie en profilering van isotopen, moleculen en molecuulcomplexen in zeer kleine hoeveelheden van chemische en biologische mengsels. In sommige gevallen is deze tevens geschikt voor de bepaling van stoffen die moeilijk op de kolom gescheiden kunnen worden.

## Autosampler
Een monsterwisselaar of autosampler is een robot die de monsters injecteert in de gaschromatograaf. Injecties door een autosampler zijn nauwkeuriger en reproduceerbaarder dan handmatige injecties en daarnaast is het met een autosampler mogelijk om meerdere monsters achter elkaar te meten zonder dat menselijke interventie noodzakelijk is.

## Kwantificering

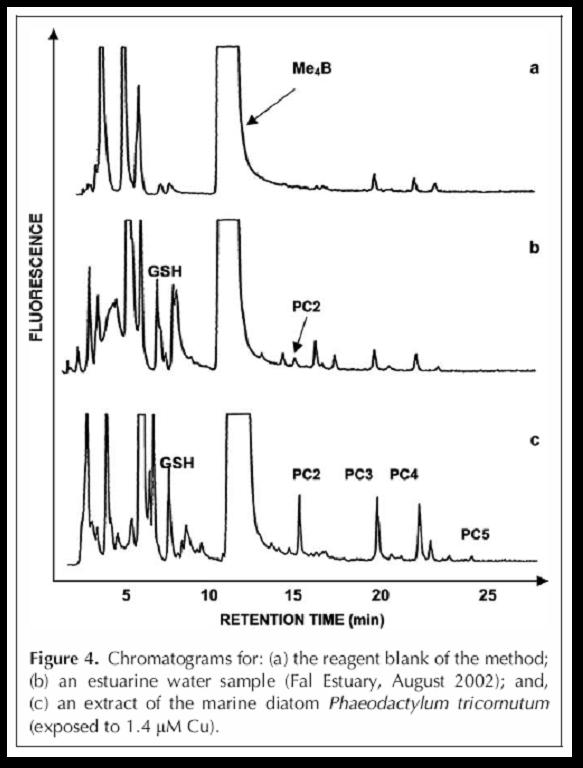
Chromatogrammen van complexe mengsels

Hoe hoger de concentratie van de geïnjecteerd verbinding, hoe groter het signaal dat door de detector wordt afgegeven. Het signaal heeft de vorm van een piek in een chromatogram en men gebruikt het gemeten piekoppervlak om concentraties mee te kwantificeren. Hiervoor zijn verschillende methoden ontwikkeld
Door verschillende concentraties van een standaard te injecteren kan een kalibratielijn geconstrueerd worden. In een kalibratielijn worden dus de piekoppervlakten uitgezet tegen de bekende bijbehorende concentraties. Als van dezelfde verbinding met een onbekende concentratie het piekoppervlak wordt bepaald, wordt die waarde geïnterpoleerd in de kalibratielijn en wordt aldus de concentratie bepaald. De gevonden concentraties kunnen vervolgens omgerekend worden naar volume- of gewichtseenheden.
Naast kwantificering kan er ook nog moleculeherkenning plaatsvinden. Elk verschillend product komt op een verschillend moment bij de detector aan. Afhankelijk van de eigenschappen van het molecuul zal de retentietijd (tr) groter of kleiner zijn. Elk molecuul heeft een eigen retentietijd onder de omstandigheden die worden gebruikt.

## Voorbeelden waar gaschromatografie wordt ingezet
Gaschromatografie wordt onder andere gebruikt bij:
- de bepaling van pesticiden en pcb's in grond- en watermonsters
- de bepaling van geneesmiddelen in lichaamsvloeistoffen
- de bepaling van de samenstelling van parfums
- de bepaling van de samenstelling van aardolie
- het aantonen van drugs en explosieven
- de bepaling van oplosmiddelen in grond- en oppervlaktewater / verf / verpakkingen / medicijnen / lucht
- de bepaling van smaak- en geurstoffen in (alcoholische) dranken
- de bepaling van reactiekinetiek
- de bepaling van opgeloste gassen in de olie van driefasentransformatoren
- de bepaling van de samenstelling en de daarvan afgeleide calorische waarde van aardgas